# Мэлоун, Райан
Райан Мэлоун (англ. Ryan Malone; род. 1 декабря 1979, Питтсбург, Пенсильвания) — американский хоккеист, левый нападающий. В настоящее время он свободный агент.

## Биография
На драфте НХЛ 1999 года был выбран в четвёртом раунде под общим 115-м номером командой «Питтсбург Пингвинз».
28 июня 2008 года «Тампа Бэй Лайтнинг» получила эксклюзивные права переговоров с Мэлоуном и Гэри Робертсом из «Пингвинз» в обмен на право выбора в третьем раунде драфта 2009 года. Через день «молнии» подписала 7-летний контракт с Райаном стоимостью $ 31,5 млн, платя 6 млн в первом сезоне. 29 июня Робертс подписал 1-летний контракт с «Лайтнинг».
25 июня 2014 года руководство «Лайтнинг» воспользовалось правом выкупа контракта. Мэлоун является неограниченно свободным агентом.

## Достижения
- Участник матча молодых звёзд НХЛ: 2004
- Бронзовый призёр чемпионата мира: 2004
- Серебряный призёр Олимпийских игр: 2010

## Статистика

### Клубная карьера
Статистика на 14 апреля 2014 года
```
                                            --- Regular Season ---  ---- Playoffs ----
Season   Team                        Lge    GP    G    A  Pts  PIM  GP   G   A Pts PIM
--------------------------------------------------------------------------------------
1998-99  Omaha Lancers               USHL   51   14   22   36   81  12   2   4   6  23
1999-00  St. Cloud State             NCAA   38    9   21   30   68  --  --  --  --  --
2000-01  St. Cloud State             NCAA   36    7   18   25   52  --  --  --  --  --
2001-02  St. Cloud State             NCAA   41   24   25   49   76  --  --  --  --  --
2002-03  St. Cloud State             NCAA   27   16   20   36   85  --  --  --  --  --
2002-03  Wilkes-Barre/Scranton Pen   AHL     3    0    1    1    2  --  --  --  --  --
2003-04  Pittsburgh Penguins         NHL    81   22   21   43   64  --  --  --  --  --
2004-05  Blues                       FNL     9    2    1    3   36  --  --  --  --  --
2004-05  Ritten Renon                Italy  10    6    2    8   20  --  --  --  --  --
2004-05  Ambri-Piotta                Swiss  --   --   --   --   --   1   0   0   0   2
2005-06  Pittsburgh Penguins         NHL    77   22   22   44   63  --  --  --  --  --
2006-07  Pittsburgh Penguins         NHL    54   15   12   27   69   5   0   0   0   0
2007-08  Pittsburgh Penguins         NHL    77   27   24   51  103  20   6  10  16  25
2008–09  Tampa Bay Lightning	     NHL    70   26   19   45   98  --  --  --  --  --
2009–10  Tampa Bay Lightning	     NHL    69   21   26   47   68  --  --  --  --  --
2010–11  Tampa Bay Lightning	     NHL    54   14   24   38   51  18   3   3   6  24
2011–12  Tampa Bay Lightning	     NHL    68   20   28   48   82  --  --  --  --  --
2012–13  Tampa Bay Lightning	     NHL    24    6    2    8   22  --  --  --  --  --
2013–14  Tampa Bay Lightning	     NHL    57    5   10   15   67
--------------------------------------------------------------------------------------
         NHL Totals                        641  179  191  370  689  43   9  13  22  49

```

### Международные соревнования
| Год                  | Сборная              | Турнир               | Место                |    | И | Г | ГП | О  | Штр |
| -------------------- | -------------------- | -------------------- | -------------------- | -- | - | - | -- | -- | --- |
| 2004                 | США                  | ЧМ                   |                      | 9  | 3 | 0 | 3  | 2  |     |
| 2006                 | США                  | ЧМ                   | 7                    | 7  | 2 | 2 | 4  | 12 |     |
| 2010                 | США                  | ОИ                   |                      | 6  | 3 | 2 | 5  | 6  |     |
| Всего (осн. сборная) | Всего (осн. сборная) | Всего (осн. сборная) | Всего (осн. сборная) | 22 | 8 | 4 | 12 | 20 |     |